# Klymene (Nereide)
Klymene (altgriechisch Κλυμένη Klyménē) ist eine Nereide der griechischen Mythologie.
Sie ist eine der fünfzig Töchter des Nereus und der Doris. Ihr Name erscheint bereits im Nereidenkatalog in der Ilias des Homer, aber auch im Katalog des römischen Mythographen Hyginus. Sie wird auch in der Georgica des römischen Dichters Vergil genannt.
Wahrscheinlich ist sie identisch mit jener Klymene, die laut Pausanias gemeinsam mit Diktys als „Retter des Perseus“ einen eigenen Altar in Athen besaß.